# مركز إيران الإحصائي
مركز إيران الإحصائي (SCI) (بالفارسية: مرکز آمار ایران) هي المنظمة الرئيسية للإحصاءات في إيران. تدار وتمول من قِبل حكومة إيران، تأسست في عام 1965 بموجب تشريع من الجمعية الوطنية الاستشارية.
هذا المركز اليوم يلعب دوراً رئيسياً في السياسات الاقتصادية والاجتماعية والتنموية في البلاد، ومن خلال تقديم إحصائيات شفافة ودقيقة، يُعتبر المرجع الرئيسي للتخطيط الوطني والإقليمي على المستوى الكبير.

## التعاون الدولي
خلال الفترة 2004-2007، تم اختيار المركز الإحصائي الإيراني كعضو في اللجنة الإحصائية للأمم المتحدة. كما تم اختياره كعضو في مجلس إدارة المعهد الإحصائي لآسيا والمحيط الهادئ التابع للجنة الاقتصادية والاجتماعية لآسيا والمحيط الهادئ خلال الفترة 2005-2010.